# Verkéiersverbond
Le Verkéiersverbond (qui signifie Communauté des transports (CdT) en luxembourgeois) était un établissement public placé sous la tutelle du ministère de la Mobilité et des Travaux publics du Luxembourg qui a pour objectif de coordonner les transports en commun dans le grand-duché, entre l'État qui est l'autorité organisatrice et les différents exploitants.
La Communauté des transports a notamment mis en place la centrale de mobilité nationale Mobilitéitszentral assurant la centralisation de l'information aux voyageurs de l'ensemble des lignes de bus et de train du pays. En 2021, elle est remplacée par l'administration des transports publics.

## Histoire
La coordination des transports en commun grand-ducaux voit le jour pour la première fois par la loi du 12 juin 1965 puis surtout par la loi du 29 juin 2004 qui crée la Régie générale des transports publics (RGTP),.
Cet organisme, créé quarante ans après, a pour but de répondre à la volonté de l'État de moderniser les transports en commun du pays. Deux ans après, la loi du 25 janvier 2006 fait évoluer cet organisme chargé d'améliorer la coordination entre le transporteurs et l'État et l'information aux voyageurs et le renomme en Communauté des transports (CdT) ou Verkéiersverbond au 1er février suivant,.
Jusqu'en 2009, le Verkéiersverbond disposait d'une cellule « Accès réseau », chargé notamment de l'attribution des sillons horaires ; cette cellule a été supprimée par la loi du 22 juillet 2009 qui crée l'administration des chemins de fer.
Le 1er mars 2021 et à la suite de la loi du 5 février 2021 sur les transports publics, la Communauté des transports (CdT) est remplacée par l'administration des transports publics, nouvelle entité du Ministère de la Mobilité et des Travaux publics issue de la fusion de la CdT et de la Direction des transports publics du ministère en question,.

## Missions et organisations
La Communauté des transports ou Verkéiersverbond a été créée afin de réaliser l'objectif fixé par l'État luxembourgeois, à l'horizon 2020, d'arriver à un partage des modes de transports à 25 % pour les transports en commun et 75 % pour le transport individuel motorisé.

### Partenaires
Les partenaires du Verkéiersverbond sont (dans l'ordre alphabétique) :
- les Autobus de la ville de Luxembourg (AVL) ;
- la Fédération luxembourgeoise des exploitants d'autobus et d'autocars (FLEAA) ;
- Luxtram ;
- le Régime général des transports routiers (RGTR) ;
- la Société nationale des chemins de fer luxembourgeois (CFL) ;
- le Syndicat intercommunal à vocation multiple des villes et communes luxembourgeoises (SYVICOL) ;
- le Transport intercommunal de personnes dans le canton d'Esch-sur-Alzette (TICE).

### Compétences

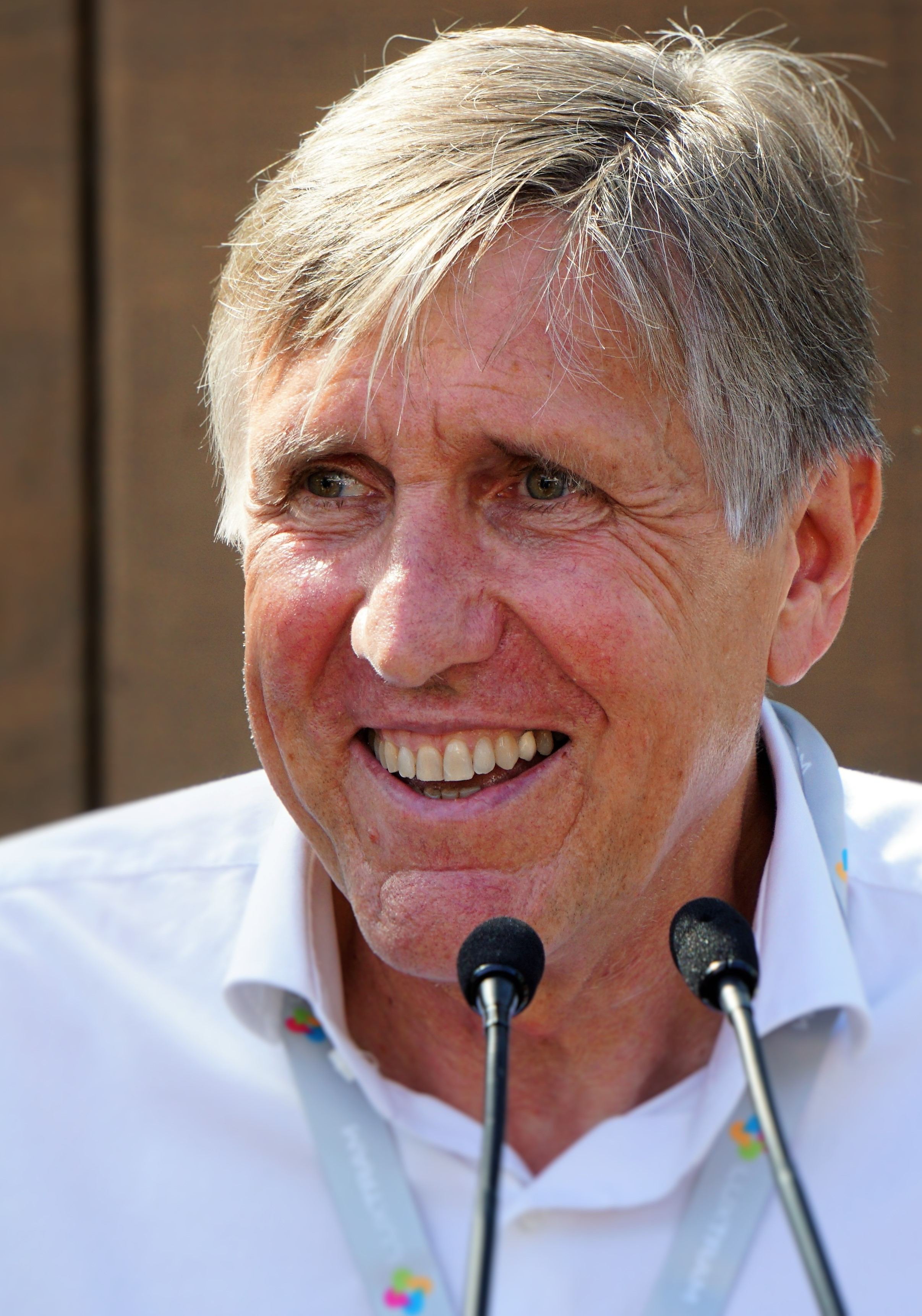
François Bausch, ministre chargé des transports de 2013 à 2023.

La loi du 25 janvier 2006, modifiée à plusieurs reprises et qui est elle-même une modification de la loi du 29 juin 2004 définit les rôles et les compétences de l'État et de la Communauté des transports.
Ainsi, l'État à travers le ministère de la Mobilité et des Travaux publics et son département des transports, tel que défini à l'article 6, détermine l'offre de transport en « prenant en compte tant les objectifs de la politique économique et sociale que les orientations politiques en matière d'aménagement du territoire, d'habitat et d'environnement ainsi qu'en matière budgétaire et des finances publiques », en signant les contrats de service public avec les opérateurs et organise les services de transports transfrontaliers en association avec les autorités compétentes en Allemagne, en France et en Belgique. Enfin, il assure la gestion administrative, technique, et financière de l'ensemble des services de transports publics.
La Communauté des transports (CdT) ou Verkéiersverbond, tel que défini à l'article 7bis de cette même loi, émet — de sa propre initiative ou à la demande du ministre chargé des transports — des propositions de création, d'amélioration ou de suppression de services de transports publics ou en matière tarifaire, doit développer des « formes alternatives de mobilité parallèlement aux transports publics », de créer des partenariats avec les autorités communales ou avec n'importe quel organisme public ou privé « utiles pour la promotion des transports publics ou la réalisation de l'objet social de la CdT » et de conclure des conventions avec l'État et toute personne physique ou morale « qui sont nécessaires à l'accomplissement de ses missions ou peuvent en favoriser la réalisation ». Enfin, la CdT participe, à la demande du ministre chargé des transports, à l'étude et à la promotion de moyens de propulsions alternatifs aux énergies fossiles pour les véhicules de transports en commun.
À ce titre, le Verkéiersverbond améliore la coordination et l'information aux voyageurs des transports publics du grand-duché, qui sont assurés par les AVL, les CFL, Luxtram, le RGTR et le TICE et coordonne la modernisation du système de transports publics luxembourgeois.

### Administration
La Communauté des transports est géré par son Conseil d'administration, composé de douze administrateurs nommés par le Grand-duc sur proposition du gouvernement, à parts égales entre représentants de l'État et personnes compétentes dans le domaine des transports en commun. Ceux-ci sont nommés pour une durée de cinq ans renouvelable et peuvent être révoqués ad nutum. Le Conseil d'administration élit un président et un vice-président.
La gestion journalière est confiée à une structure opérationnelle, le comité de direction, qui est chargé de la gestion de la centrale de mobilité.

#### Structure
Conseil d'administration
Au 31 décembre 2017, le conseil d'administration du Verkéiersverbond est composé de douze membres, :
- Félicie Weycker, présidente du conseil d'administration (premier Conseiller de gouvernement rattachée au département des transports du ministère du Développement durable et des Infrastructures) ;
- Claude Halsdorf, vice-président du conseil d'administration, représentant du Syndicat intercommunal à vocation multiple des villes et communes luxembourgeoises (SYVICOL) ;
- Guy Besch (conseiller de Gouvernement chargé de la direction de la planification de la mobilité, rattaché au département des transports du ministère du Développement durable et des Infrastructures) ;
- René Birgen (secrétaire de l'Aktioun Öffentlechen Transport ou AÖT) ;
- Henri Hinterscheid (président du TICE) ;
- Paul Hoffmann (ingénieur et directeur de la direction Mobilité de la ville de Luxembourg) ;
- Thierry Schwartz (membre de la division de la mobilité durable de l'administration des ponts et chaussées) ;
- Alex Kies (attaché de gouvernement 1er en rang, rattaché au département des transports du ministère du Développement durable et des Infrastructures) ;
- Marc Hoffman (directeur des Activités Voyageurs des CFL) ;
- Michelle Steichen (premier inspecteur des finances) ;
- Frank Vansteenkiste (conseiller de Gouvernement 1re classe, rattachée au département des transports du ministère du Développement durable et des Infrastructures) ;
- Jean Roilgen (président du Comité des usagers).

Structure opérationnelle
Au 31 décembre 2017, la gestion opérationnelle du Verkéiersverbond est assurée par un comité de direction composé de trois membres :
- Gilles Dostert, directeur général ;
- Christian Mousel, directeur général adjoint et directeur d'exploitation ;
- Jeff Wirth, directeur administratif et financier.

La Communauté des transports emploi 50 salariés au 31 décembre 2017 chargés entre autres de l'administratif et de la communication et compte parmi eux les « conseillers de mobilité » qui sont au contact des usagers aux guichets.

### Comité des usagers
Depuis 2011, la Communauté des transports (CdT) a mis en place un comité des usagers, composé de 12 membres tirés au sort, chargé de représenter les intérêts des usagers et de rassembler les propositions d'amélioration des transports formulés par ces derniers auprès de la CdT.

## Réalisations

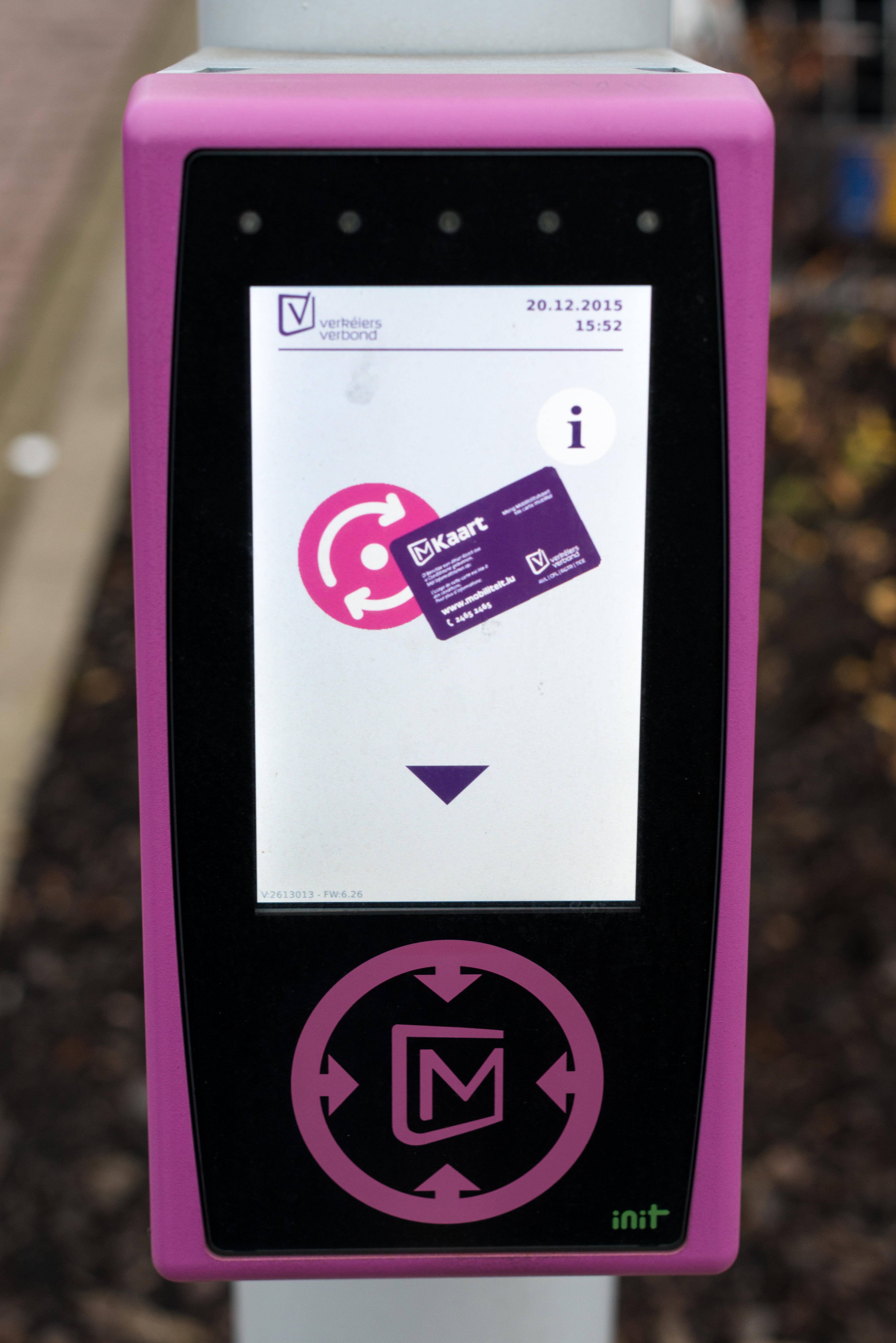
Un valideur mKaart.

### Centrale de mobilité
La loi 29 juin 2004, dans sa version du 25 janvier 2006, ordonne à la Communauté des transports de mettre en place et d'assurer la gestion d'une « centrale de mobilité » chargée de simplifier l'accès aux transports en commun en centralisant l'ensemble de l'information commerciale (horaires, plans , etc.) de l'ensemble des lignes du pays et en en facilitant l'accès par « tous les moyens de communication existants, ainsi que par contact direct au guichet ». La centrale de mobilité a aussi pour objectif de promouvoir les alternatives à la voiture individuelle.
La centrale de mobilité, dénommée Mobilitéitszentral en luxembourgeois, voit le jour le 9 février 2006 sous la forme d'un site internet, mobiliteit.lu. Elle permet notamment un accès centralisé à l'ensemble des horaires de bus et de train du pays et à un calculateur d'itinéraires.
Par la suite se sont ajoutés un centre d'appel le 6 novembre, et deux guichets physiques à la gare de Luxembourg (le 24 mai 2007) et à la gare de Belval-Université (en septembre 2010).
Le 26 septembre 2018, le Verkéiersverbond annonce la transformation à venir de mobiliteit.lu afin d'y intégrer la situation du trafic en temps réel, la prise en compte de la marche à pied, les parcs relais, les systèmes d'autopartage et de vélos en libre-service ou les bornes de recharge pour voitures électriques, le site deviendra de ce fait un calculateur multimodal,.

### Télématique dans les transports
Un des projets majeurs du Verkéiersverbond est la mise en place du système de télématique national dans les transports en commun baptisé mLive. Ce projet, qui coûte 23 millions d'euros, a été présenté le 23 septembre 2014 après deux ans de gestation.
Grâce à la mise en place de la mKaart qui doit à terme devenir le support unique pour tous les systèmes de transports du pays, la possibilité d'utiliser un smartphone comme titre de transport (application mTicket) ou d'acheter son abonnement sur internet et enfin, d'avoir les horaires en temps réel de n'importe quel bus ou train du pays grâce aux écrans embarqués à bord des véhicules, implantés aux arrêts ou via le smartphone, ce système doit permettre d'améliorer sensiblement l'information aux voyageurs. La collecte des informations nécessaires à cette communication permettra aussi d'adapter au mieux l'offre en fonction de la demande.

### Modernisation du système tarifaire
Dans l'objectif de moderniser le système tarifaire luxembourgeois et de mettre fin aux tickets papiers, la Communauté des transports lance le 20 septembre 2008 la carte magnétique E-GO qui permet de charger plusieurs titres d'une même catégorie (par exemple deux billes courte distance) mais ne permet pas de le faire avec des titres de catégories différentes (un bille court parcours et un abonnement par exemple). Ensuite en mars 2009 est lancé mPass une carte de transport destinée aux salariés des entreprises afin de les inciter à se rendre en transport en commun sur leur lieu de travail. En juin 2014 la Communauté des transports remplace la carte E-GO par la mKaart qui permet, en plus d'être un titre de transport, d'accéder aux parkings à vélos sécurisés (les mBox) et est un élément du projet de système d'information en temps réel mLive.

### Gestion de la publicité
Depuis 2006, la communauté des transports est responsable de la publicité sur les bus et cars du RGTR, dont elle confie la gestion à IP Luxembourg, filiale de RTL Group.